# Vildgräs
"Vildgräs" är en singel med musik från musikalen Kristina från Duvemåla.

## Låtlista
1. "Vildgräs"
2. "Missväxt"